# Synallaxis propinqua
Synallaxis propinqua е вид птица от семейство Furnariidae.

## Разпространение
Видът е разпространен в Боливия, Бразилия, Еквадор, Колумбия, Перу и Френска Гвиана.